# Kis Tóth Ferenc
Kis Tóth Ferenc (Kiskunfélegyháza, 1949. június 14. –) magyar festőművész, egyetemi tanár. A Pentaton Csoport alapító tagja.

## Életpályája
1964–1968 között a Madách Imre Gimnázium diákja volt. 1976–1980 között a Magyar Képzőművészeti Főiskola hallgatója volt, ahol Sváby Lajos oktatta. 1980 óta a Magyar Köztársaság Művészeti Alap tagja. 1980–1984 között a Fiatal Képzőművészek Stúdiójának tagja volt. 1984-től a Magyar Képző- és Iparművészek Szövetségének tagja. 1986-tól a Magyar Képzőművészeti Főiskola festő tanszékének oktatója.

### Munkássága
Festészete a táblakép és a muráliák között van. A felületre nemes vakolatot, homokot tesz, amely rusztikus, de érzékeny faktúrát ad. Szívesen használja a dróthálót, ahol az üresen hagyott helyeken átláthatunk a mögötte lévő térbe. A tér kitüntetett szerepet tölt be életművében; e keretbefoglalt, nagyméretű hálókra labirintusrendszereket épít, ahová besétálhat a néző. A vakolatra csillagot s más jelentéshordozó szimbolikus jeleket fest. Fontosak az évszakokra utaló négyelemes installációja is. Valamennyi munkája filozofikus tartalommal bír.

## Festményei
- Labirintus (1991)
- Hajléktalanok karácsonya I.-III. (1997)
- Tér I.-II. (1998)

## Szobra
- Kunbaba (Szabadszállás, 2009)

## Kiállításai

### Egyéni
- 1981, 1983, 1989, 1992-1995, 2001-2002 Budapest
- 1986, 1989, 2005, 2013 Szentendre
- 1991 Párizs
- 2007 Kunszentmiklós
- 2009 Veszprém
- 2012 Kiskunfélegyháza

### Válogatott, csoportos
- 1980, 1986, 1992-1994 Budapest
- 1999 Szentendre

## Díjai
- Derkovits Gyula képzőművészeti ösztöndíj (1982-1985)
- Hungart-díj (2005)
- Munkácsy Mihály-díj (2011)
- Kortárs-díj (2017)[4]